# Puente sobre el río Oyapoque
El puente sobre el río Oyapoque es un puente internacional que conecta las ciudades de Oiapoque (Brasil) y San Jorge de Oyapoque (Guyana Francesa)

## Construcción
Existían planes de construir este puente desde el año 1997, pero las obras no comenzaron hasta el 4 de febrero de 2009, cuando fueron inauguradas por el entonces presidente francés Nicolás Sarkozy y el entonces brasileño Luiz Inácio Lula da Silva.
El sitio que se escogió para el puente atraviesa una distancia de 378 metros, de los cuales 200 son sobre el agua. El costo de la obra fue de unos R$ 62,1 millones de reales. Las obras de construcción del puente concluyeron en agosto de 2011.
La inauguración del puente fue llevada a cabo en marzo de 2017.

## Importancia

Autovía que conectará Brasil con Francia.

Este puente es el primer cruce terrestre entre Francia y Brasil, y el primero entre la Guyana Francesa y alguno de sus vecinos de América del Sur. Actualmente existe un ferry que cruza el río Maroni entre la Guyana Francesa y Surinam conectando la ciudad de Albina en Surinam con San Lorenzo del Maroni en la Guyana Francesa. Se puede viajar desde Albina hasta Georgetown en Guyana por autovía. Hacia Venezuela el único medio disponible es por mar. Existe un proyecto Ancla de IIRSA para conectar a Guyana con Venezuela por la carretera de Bochinche, pero no se ha concretado.
Gracias al puente es posible viajar ininterrumpidamente por carreteras pavimentadas de Cayena, la capital de la Guyana Francesa, hasta Macapá, la capital del estado brasileño de Amapá. La conexión de Amapá con el resto del territorio de Brasil es por ferry ya que no existe puente sobre el río Amazonas.